# Reus Airport
Reus Airport är en flygplats i Spanien.   Den ligger i provinsen Província de Tarragona och regionen Katalonien, i den östra delen av landet, 88 km öster om huvudstaden Barcelona. Reus Airport ligger 71 meter över havet.
Terrängen runt Reus Airport är platt åt sydost, men åt nordväst är den kuperad.  Närmaste större samhälle är Tarragonès, 7,7 km öster om Reus Airport. 